# Знаменосец (село)
Знаменосец е село в Южна България. То се намира в община Раднево, област Стара Загора.

## История
Възникнало е в периода на голямото изтребление на българите и обезлюдяването на Северна Тракия през времето на султан Баязид I – около 1380 г. В 1713 г. е построена църквата „Свети Димитър“, вкопана 3 стъпала в земята. По това време тя била единствената в цялото Старозагорско поле. При черквата се открила килийна школа за подготовка на свещеници. Тази църква впоследствие се оказала малка за големия брой посетители, затова карабурунци решили да я преустроят и разширят. В 1823 г. те издигнали голям храм. Разрешение за строежа се получило от правителството със съдействието на Молла бей.
В църквата в 1903 година рисува дебърският зограф Христо Благоев. До август 1934 г. селото носи името Кара бурун (Черни нос), когато получава сегашното си име. Населението на селото към 1956 г. достига 1194 души.
В с. Знаменосец е роден Димитър Николов – Заралията, който е бил знаменосец в четата на Хаджи Димитър. Убит е в околността на Агликина поляна до Темната гора над Сливен на 6 август 1868 г.

## Културни и природни забележителности
В селото има 3 паметника, единият от които е на Димитър Николов – Заралията.
Друг от паметниците е паметникът на Митьо Станев, на когото е кръстено и местното читалище, разполагащо с библиотека и голяма зала със сцена. В читалището има танцов състав „Димитровден“ както и читалищен хор. В читалището се намира и пенсионерският клуб.
Третият паметник е направен в памет на загиналите във войните.

## Личности
Родени в Знаменосец
- Велко Илиев, български революционер от ВМОРО, четник на Иван Наумов Алябака[5]